# Rouilly
Rouilly est une commune française située dans le département de Seine-et-Marne, en région Île-de-France. Petite commune voisine rurale et agricole, elle est située à trois kilomètres de Provins.

## Géographie

### Localisation

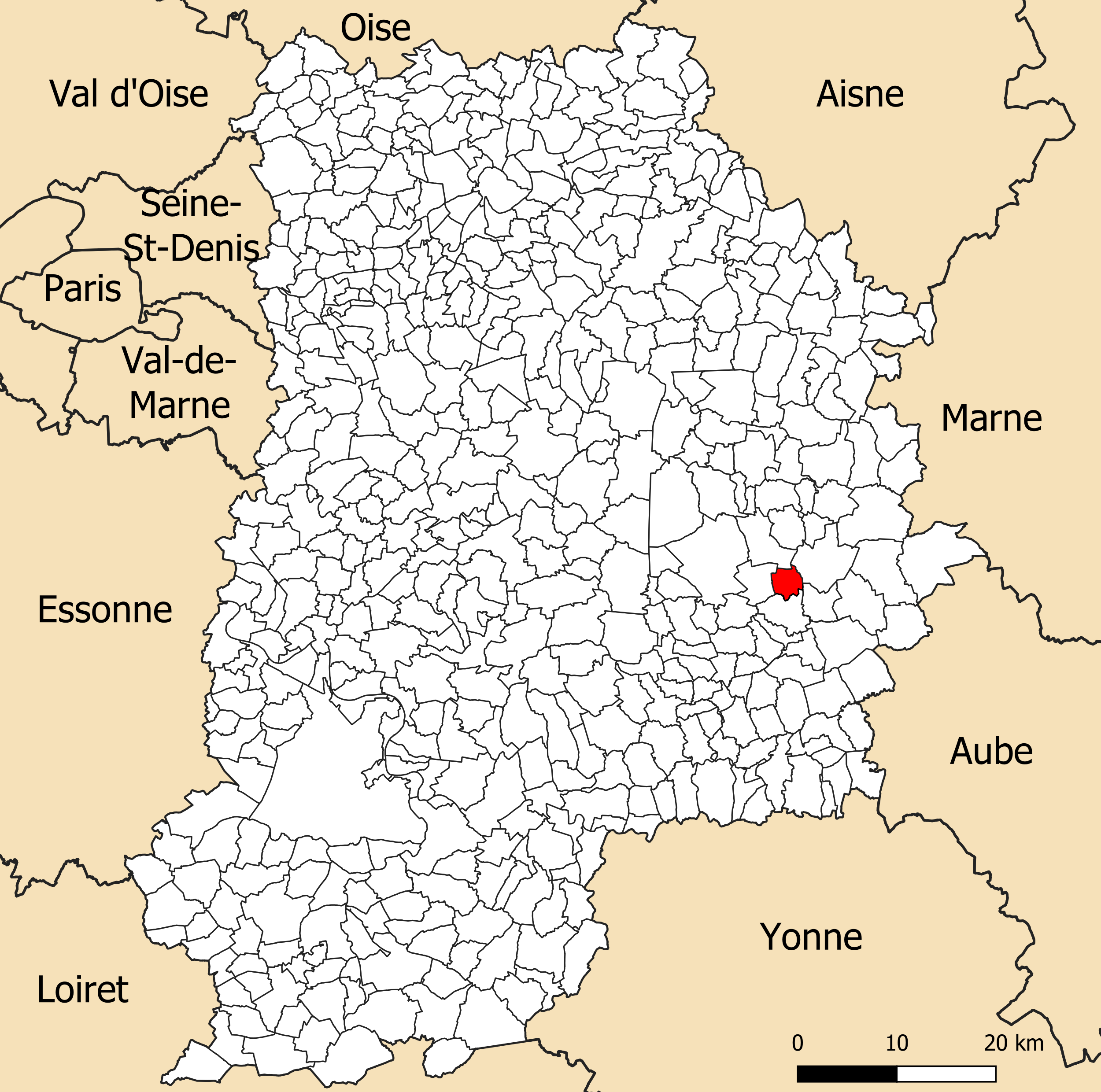
Localisation de la commune de Rouilly dans le département de Seine-et-Marne.

La commune est située à 3 km au nord de Provins.

### Communes limitrophes
| Saint-Hilliers    | Saint-Hilliers | Voulton               |
| Mortery           | Rouilly        | Voulton / Saint-Brice |
| Provins / Mortery | Provins        | Saint-Brice           |

### Géologie et relief
L'altitude de la commune varie de 94 mètres à 170 mètres pour le point le plus haut, le centre du bourg se situant à environ 141 mètres d'altitude (mairie). Elle est classée en zone de sismicité 1, correspondant à une sismicité très faible.

### Hydrographie

#### Réseau hydrographique

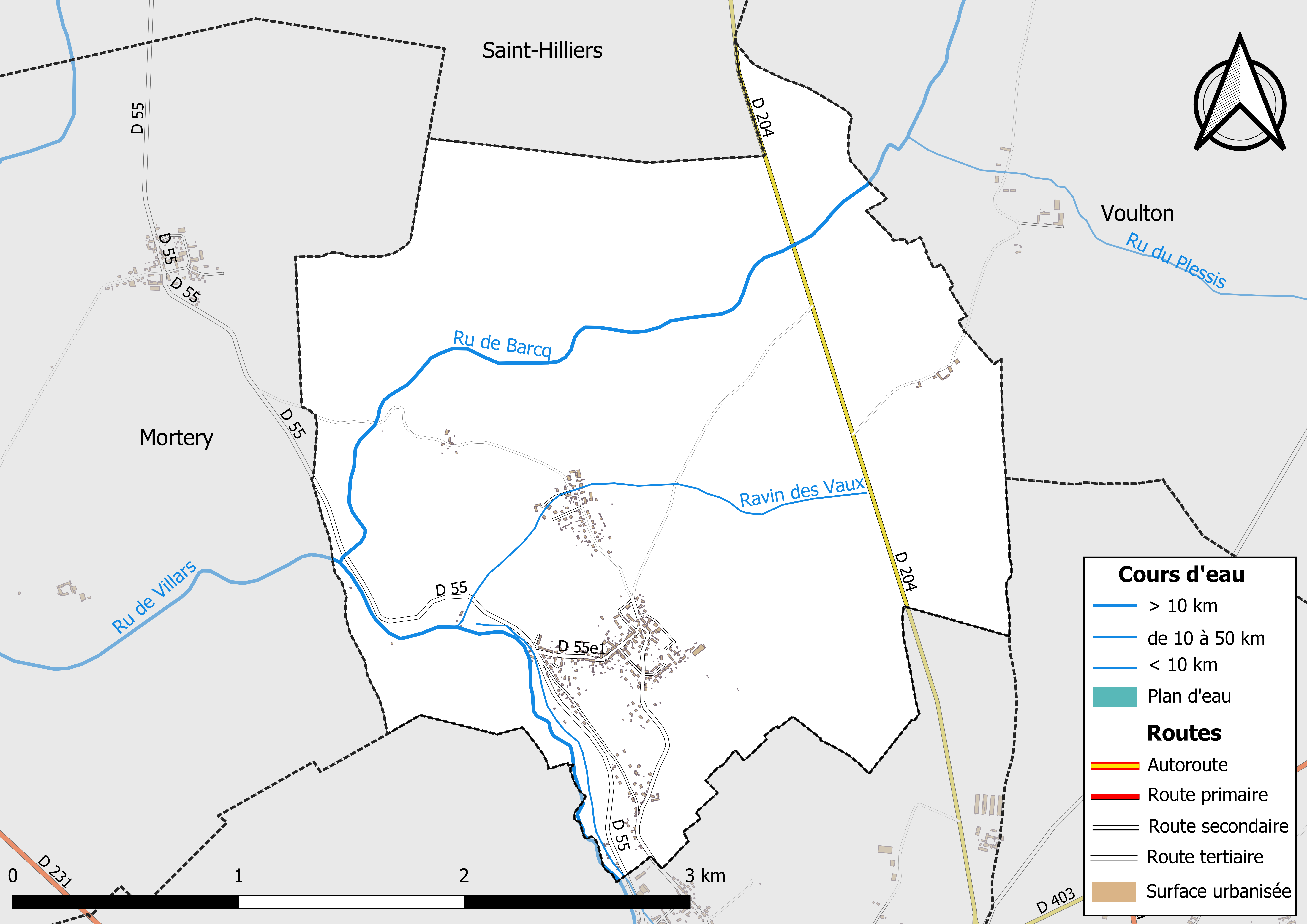
Carte des réseaux hydrographique et routier de Rouilly.

Le réseau hydrographique de la commune se compose de quatre cours d'eau référencés :
- le Durteint (ou ru de Barcq), long de 17,09 km[3], affluent de la Voulzie ;
  - le ravin des Vaux, 2,18 km[4], et ;
  - le ru de Villars, 10,52 km[5], affluents du Durteint ;

Par ailleurs, son territoire est également traversé par le canal 03 de la Commune de Provins, aqueduc et conduite forcée de 2,48 km.
La longueur totale des cours d'eau sur la commune est de 8,88 km.

#### Gestion des cours d'eau
Afin d’atteindre le bon état des eaux imposé par la Directive-cadre sur l'eau du 23 octobre 2000, plusieurs outils de gestion intégrée s’articulent à différentes échelles : le SDAGE, à l’échelle du bassin hydrographique, et le SAGE, à l’échelle locale. Ce dernier fixe les objectifs généraux d’utilisation, de mise en valeur et de protection quantitative et qualitative des ressources en eau superficielle et souterraine. Le département de Seine-et-Marne est couvert par six SAGE, au sein du bassin Seine-Normandie.
La commune fait partie du SAGE « Bassée Voulzie », en cours d'élaboration en décembre 2020. Le territoire de ce SAGE concerne 144 communes dont 73 en Seine-et-Marne, 50 dans l'Aube, 15 dans la Marne et 6 dans l'Yonne, pour une superficie de 1 710 km2,. Le pilotage et l’animation du SAGE sont assurés par Syndicat Mixte Ouvert de l’eau potable, de l’assainissement collectif, de l’assainissement non collectif, des milieux aquatiques et de la démoustication (SDDEA), qualifié de « structure porteuse ».

### Climat
Pour des articles plus généraux, voir Climat de l'Île-de-France et Climat de Seine-et-Marne.
En 2010, le climat de la commune est de type climat océanique dégradé des plaines du Centre et du Nord, selon une étude du CNRS s'appuyant sur une série de données couvrant la période 1971-2000. En 2020, Météo-France publie une typologie des climats de la France métropolitaine dans laquelle la commune est exposée à un climat océanique altéré et est dans la région climatique Nord-est du bassin Parisien, caractérisée par un ensoleillement médiocre, une pluviométrie moyenne régulièrement répartie au cours de l’année et un hiver froid (3 °C).
Pour la période 1971-2000, la température annuelle moyenne est de 10,6 °C, avec une amplitude thermique annuelle de 15,4 °C. Le cumul annuel moyen de précipitations est de 743 mm, avec 11,5 jours de précipitations en janvier et 7,9 jours en juillet. Pour la période 1991-2020, la température moyenne annuelle observée sur la station météorologique la plus proche, située sur la commune de Voulton à 5 km à vol d'oiseau, est de 11,3 °C et le cumul annuel moyen de précipitations est de 740,8 mm,. Pour l'avenir, les paramètres climatiques de la commune estimés pour 2050 selon différents scénarios d'émission de gaz à effet de serre sont consultables sur un site dédié publié par Météo-France en novembre 2022.
| Mois                                  | jan.            | fév.          | mars          | avril         | mai             | juin          | jui.           | août          | sep.          | oct.            | nov.          | déc.           | année     |
| ------------------------------------- | --------------- | ------------- | ------------- | ------------- | --------------- | ------------- | -------------- | ------------- | ------------- | --------------- | ------------- | -------------- | --------- |
| Température minimale moyenne (°C)     | 1,2             | 1,3           | 3,3           | 5,4           | 8,7             | 11,7          | 13,7           | 13,6          | 10,7          | 8,1             | 4,4           | 2              | 7         |
| Température moyenne (°C)              | 3,6             | 4,3           | 7,5           | 10,5          | 14              | 17,2          | 19,6           | 19,6          | 16            | 11,9            | 7,1           | 4,3            | 11,3      |
| Température maximale moyenne (°C)     | 6               | 7,4           | 11,7          | 15,6          | 19,2            | 22,8          | 25,6           | 25,6          | 21,2          | 15,8            | 9,9           | 6,6            | 15,6      |
| Record de froid (°C) date du record   | −21 17.01.1985  | −13 04.02.12  | −9,5 01.03.05 | −4,9 08.04.03 | −0,7 05.05.1996 | 3 04.06.01    | 5,8 07.07.1996 | 5 29.08.1986  | 3 19.09.07    | −3,2 30.10.1997 | −11 30.11.10  | −15 31.12.1985 | −21 1985  |
| Record de chaleur (°C) date du record | 15,5 05.01.1999 | 20,4 27.02.19 | 26,3 31.03.21 | 28,6 20.04.18 | 31,6 27.05.17   | 36,3 27.06.11 | 41,9 25.07.19  | 40,1 12.08.03 | 34,4 09.09.23 | 28,5 03.10.1985 | 21,2 07.11.15 | 17,1 07.12.00  | 41,9 2019 |
| Précipitations (mm)                   | 64,2            | 56,6          | 55,9          | 51,7          | 65,4            | 56,6          | 58,8           | 55,1          | 57,4          | 69,7            | 66,8          | 82,6           | 740,8     |

### Milieux naturels et biodiversité
Aucun espace naturel présentant un intérêt patrimonial n'est recensé sur la commune dans l'inventaire national du patrimoine naturel,,.

## Urbanisme

### Typologie
Au 1er janvier 2024, Rouilly est catégorisée ceinture urbaine, selon la nouvelle grille communale de densité à sept niveaux définie par l'Insee en 2022.
Elle appartient à l'unité urbaine de Provins, une agglomération intra-départementale regroupant trois  communes, dont elle est une commune de la banlieue,,. Par ailleurs la commune fait partie de l'aire d'attraction de Paris, dont elle est une commune de la couronne,. Cette aire regroupe 1 929 communes,.

### Lieux-dits, écarts et quartiers
La commune compte 68 lieux-dits administratifs répertoriés consultables ici.
Elle est constituée du regroupement des lieux-dits de la Bretonnière, le Grand-Fleigny, Rouillot, et Rouilly, qui bien que le plus petit en taille et en population, a donné son nom à la commune du fait que l'ancienne mairie disparue était à Rouilly.

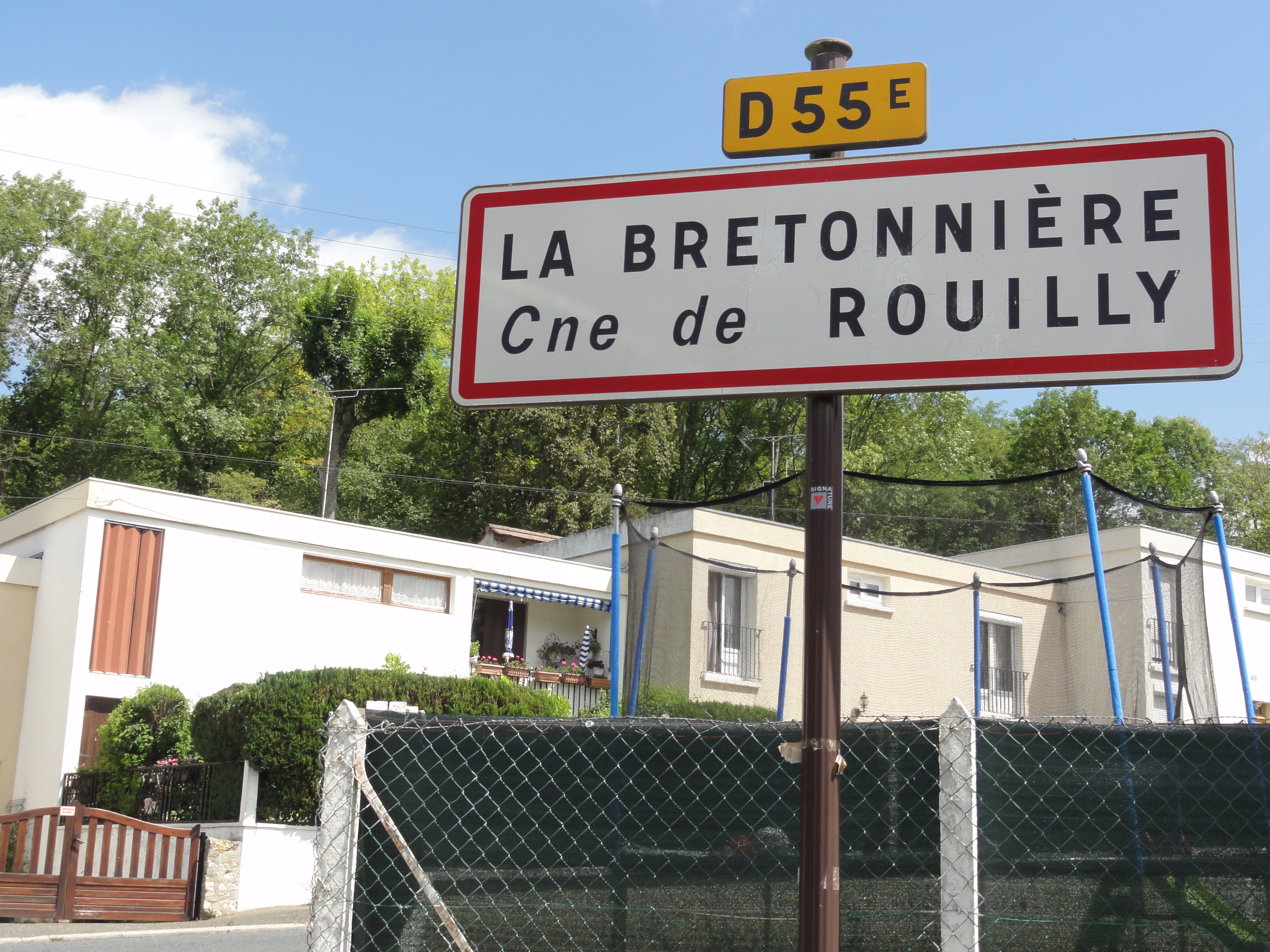
Panneau d'entrée de La Bretonnière.
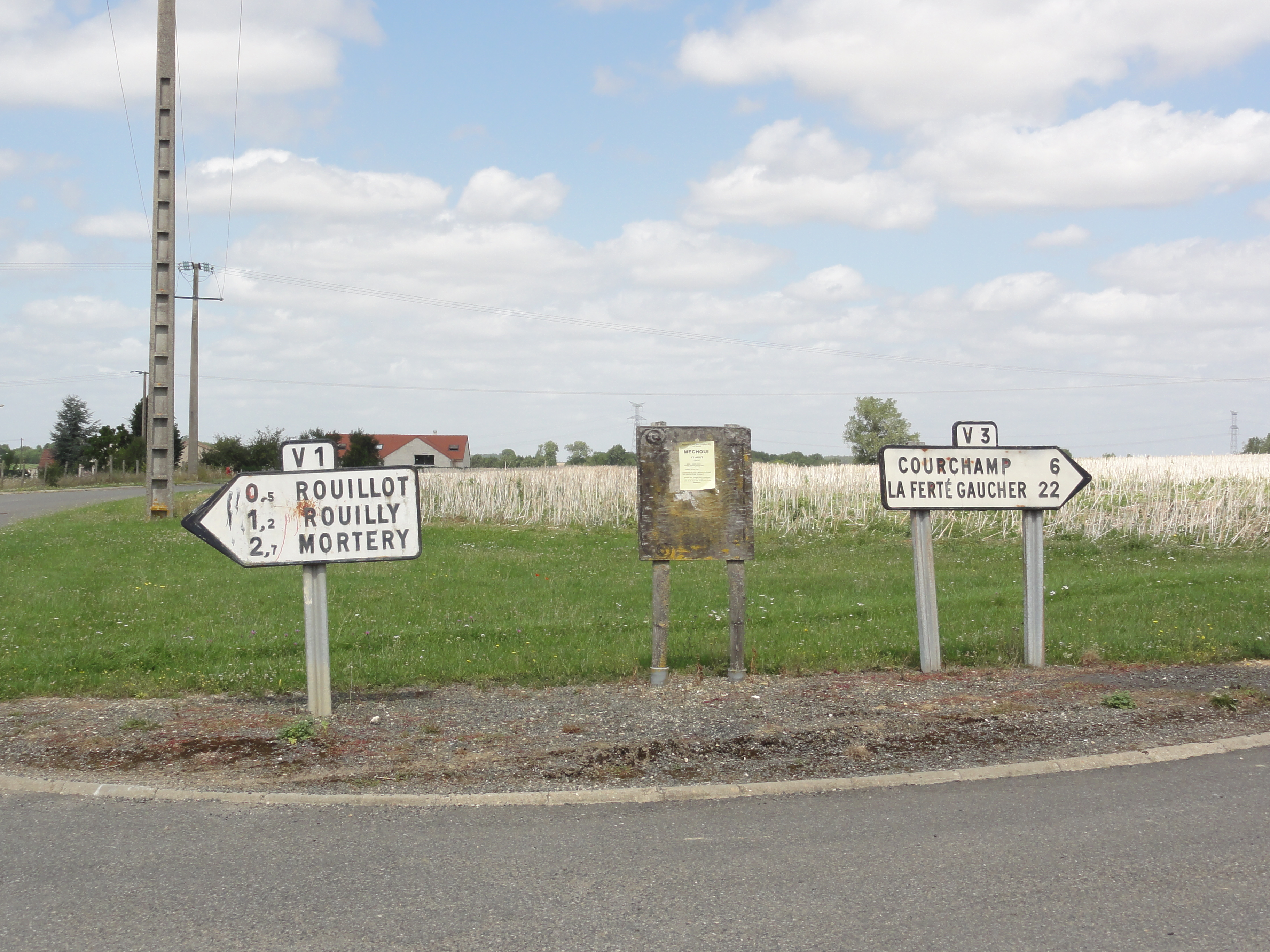
Carrefour de chemins vicinaux à La Bretonnière.
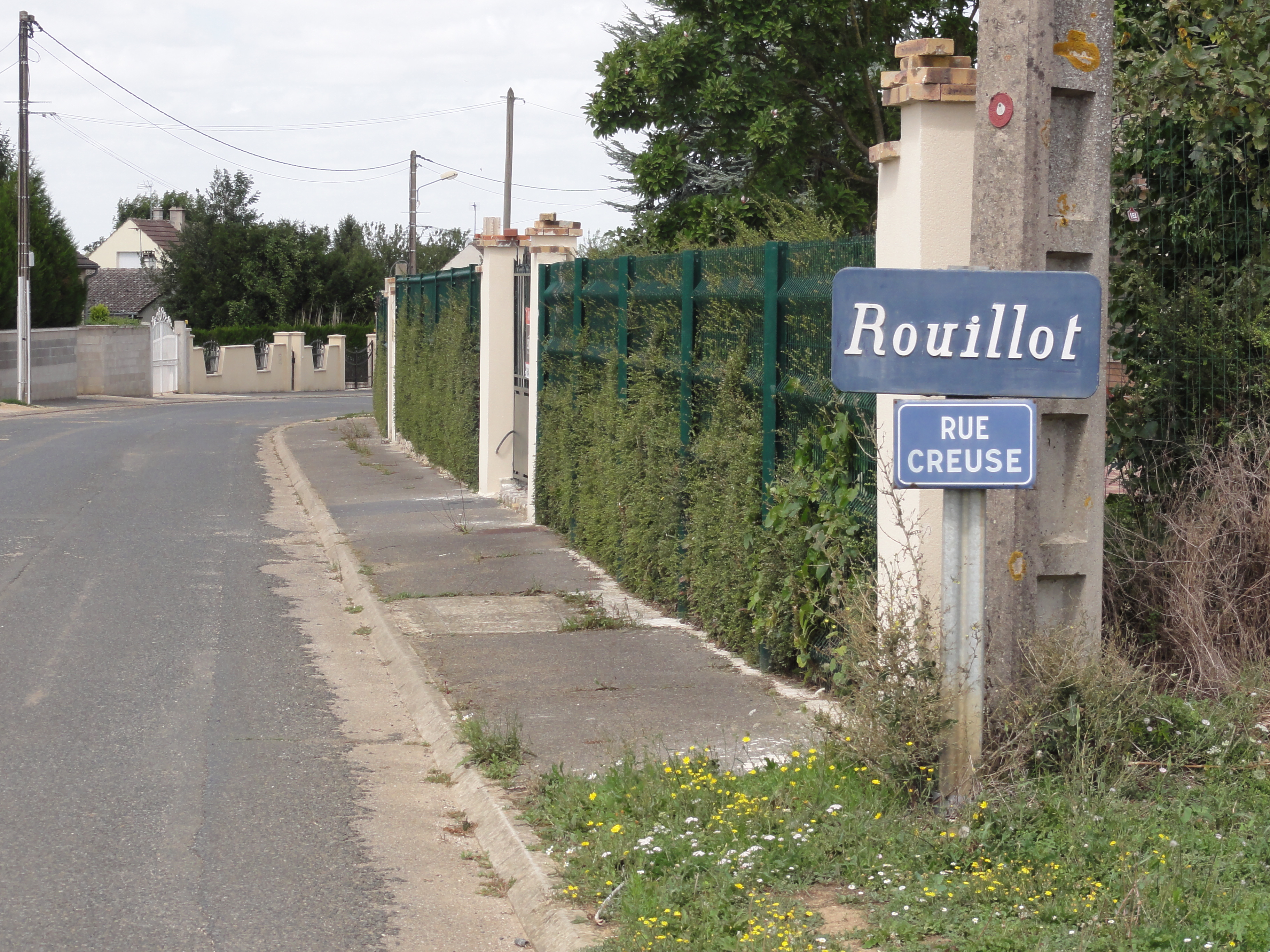
Panneau d'entrée de Rouillot et la rue Creuse, rue principale.
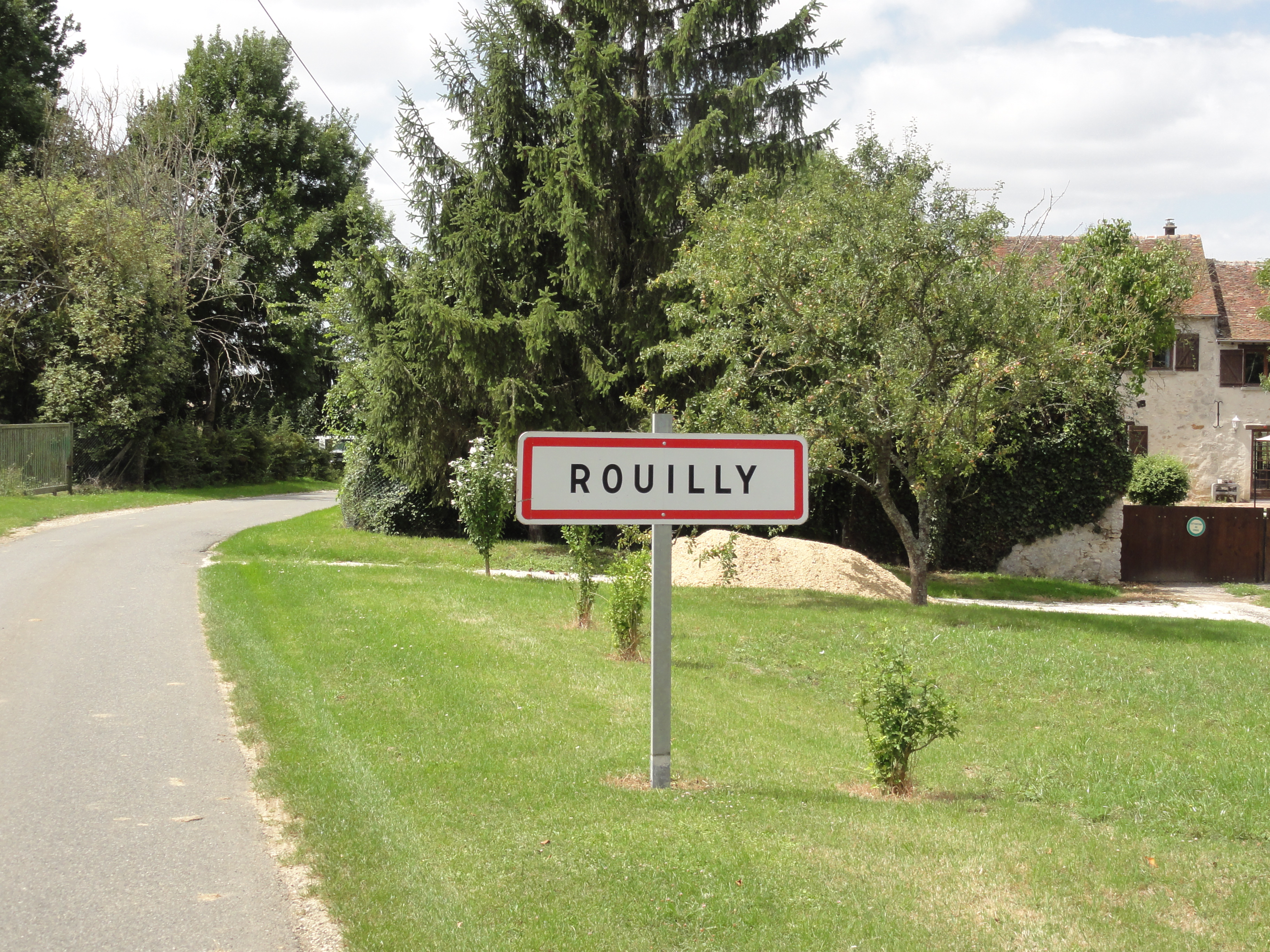
Panneau d'entrée de la localité Rouilly au sud de ses 2 maisons.
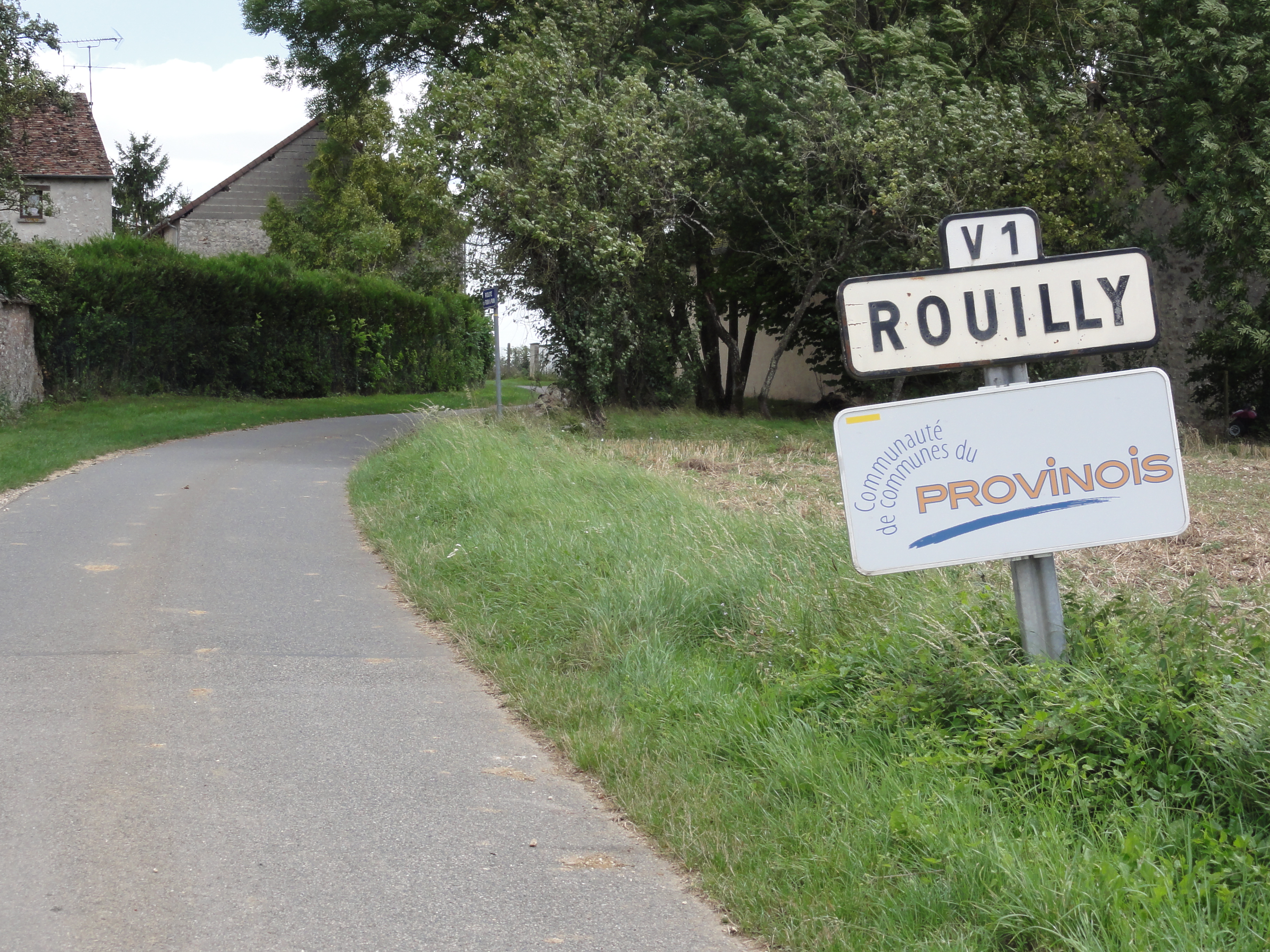
Entrée de la localité Rouilly au nord de ses deux maisons.
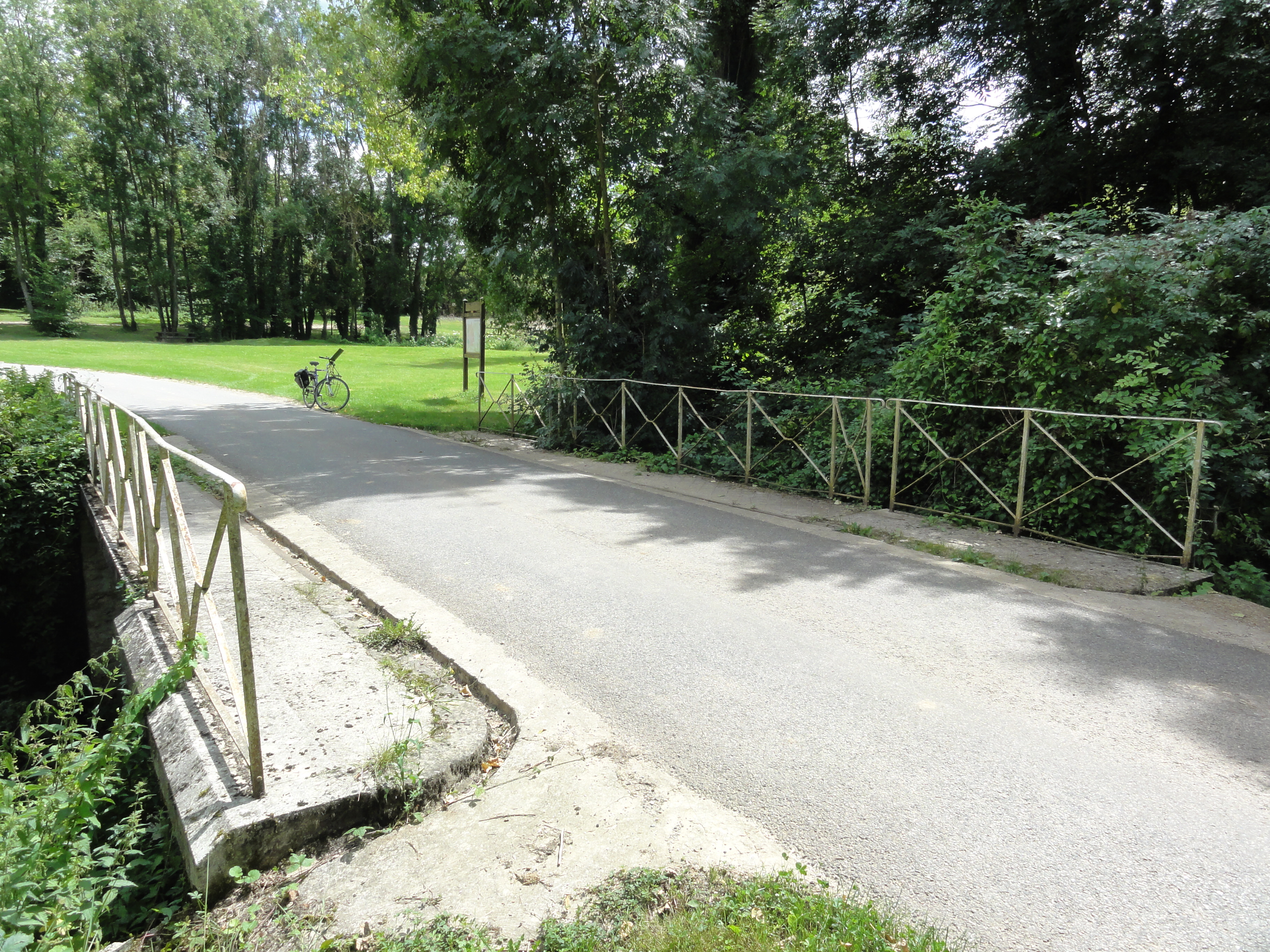
Pont sur le Durteint, localité Rouilly.

### Occupation des sols
L'occupation des sols de la commune, telle qu'elle ressort de la base de données européenne d’occupation biophysique des sols Corine Land Cover (CLC), est marquée par l'importance des territoires agricoles (81,4 % en 2018), une proportion identique à celle de 1990 (81,4 %). La répartition détaillée en 2018 est la suivante : 
terres arables (79,8% ), forêts (12,7% ), zones urbanisées (6% ), zones agricoles hétérogènes (1,6 %).
Parallèlement, L'Institut Paris Région, agence d'urbanisme de la région Île-de-France, a mis en place un inventaire numérique de l'occupation du sol de l'Île-de-France, dénommé le MOS (Mode d'occupation du sol), actualisé régulièrement depuis sa première édition en 1982. Réalisé à partir de photos aériennes, le Mos distingue les espaces naturels, agricoles et forestiers mais aussi les espaces urbains (habitat, infrastructures, équipements, activités économiques, etc.) selon une classification pouvant aller jusqu'à 81 postes, différente de celle de Corine Land Cover,,. L'Institut met également à disposition des outils permettant de visualiser par photo aérienne l'évolution de l'occupation des sols de la commune entre 1949 et 2018.

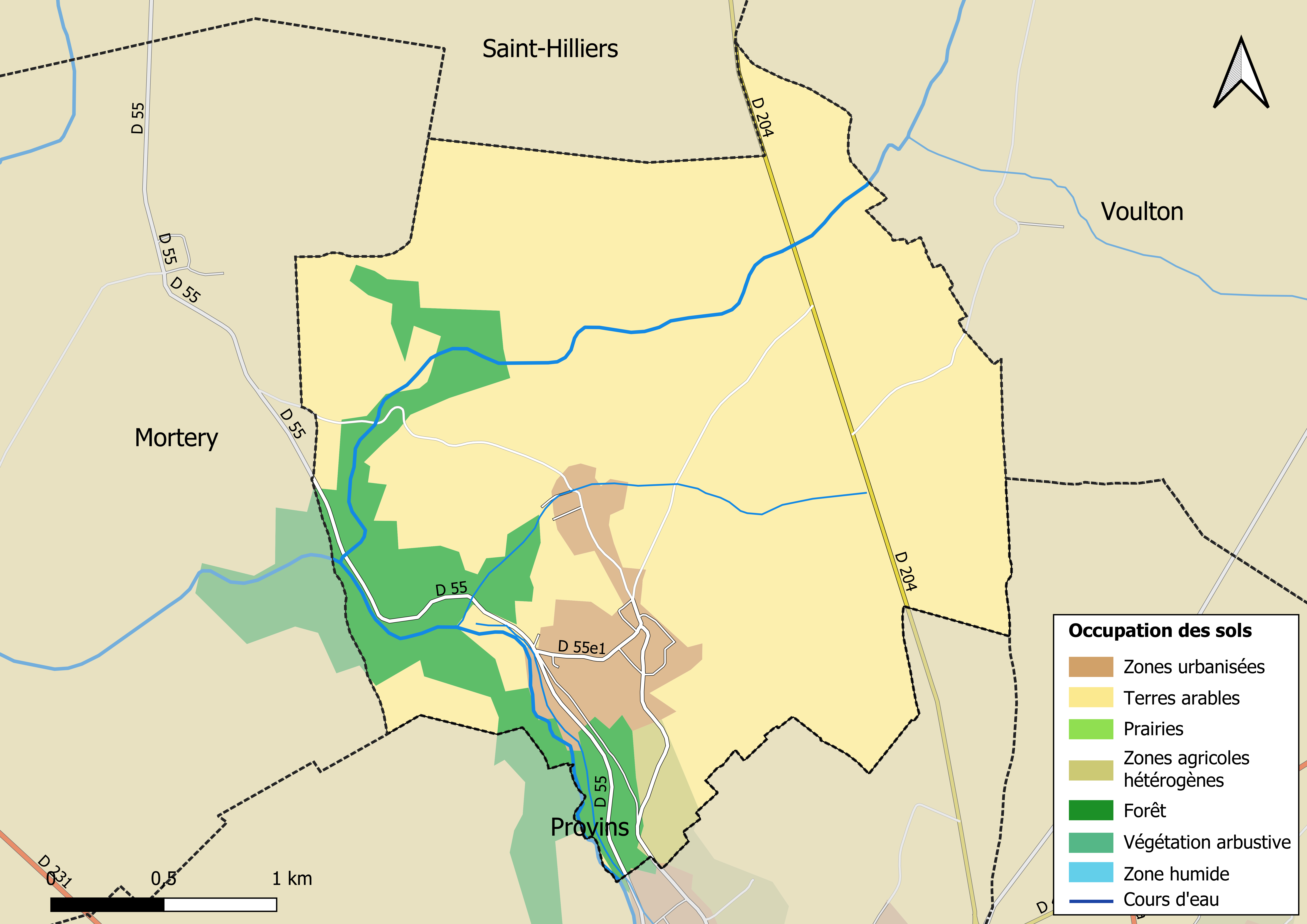
Carte des infrastructures et de l'occupation des sols en 2018 (CLC) de la commune.
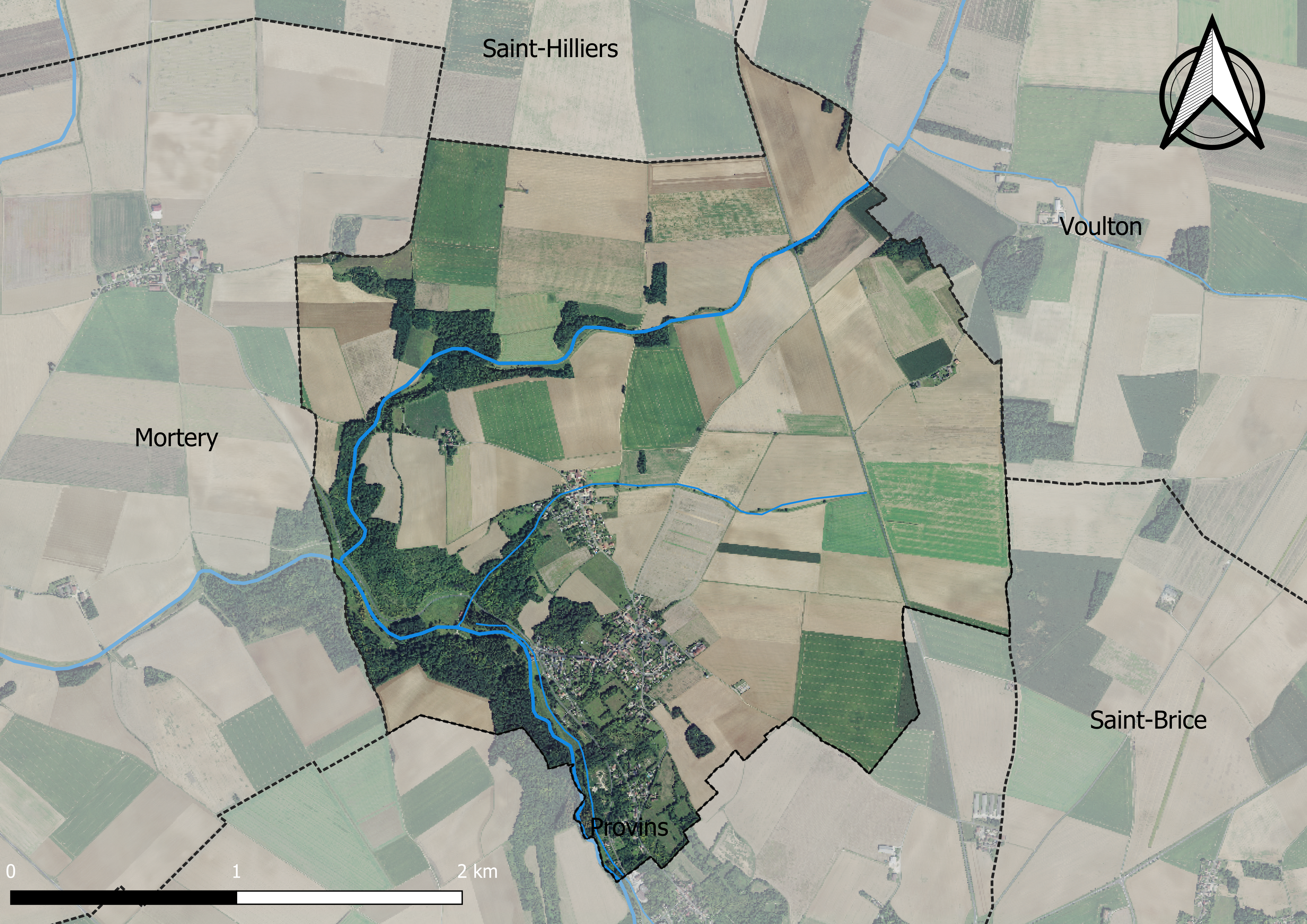
Carte orhophotogrammétrique de la commune.

### Planification
La loi SRU du 13 décembre 2000 a incité les communes à se regrouper au sein d’un établissement public, pour déterminer les partis d’aménagement de l’espace au sein d’un SCoT, un document d’orientation stratégique des politiques publiques à une grande échelle et à un horizon de 20 ans et s'imposant aux documents d'urbanisme locaux, les PLU (Plan local d'urbanisme). La commune est dans le territoire du SCOT Grand Provinois, dont le projet a été arrêté le 29 janvier 2020, porté par le syndicat mixte d’études et de programmation (SMEP) du Grand Provinois, qui regroupe les Communautés de Communes du Provinois et de Bassée-Montois, soit 82 communes.
La commune disposait en 2019 d'un plan local d'urbanisme approuvé. Le zonage réglementaire et le règlement associé peuvent être consultés sur le Géoportail de l'urbanisme.

### Logement
En 2016, le nombre total de logements dans la commune était de 217 dont 97,7 % de maisons et 2,3 % d'appartements.
Parmi ces logements, 88 % étaient des résidences principales, 3,7 % des résidences secondaires et 8,3 % des logements vacants.
La part des ménages fiscaux propriétaires de leur résidence principale s'élevait à 91,1 % contre 8,4 % de locataires et 0,5 % logés gratuitement.

## Toponymie
Le nom de la localité est mentionné sous les formes E. de Rulliaco en 1190 ; Ruilli vers 1222 (Livre des vassaux) ; Rolliacum en 1249 ; Ruilliacum en 1252 ; Roilli en 1274 ; Rouli en 1275 ; Roilliacum vers 1350 (Pouillé).

## Équipements et services

### Eau et assainissement
L’organisation de la distribution de l’eau potable, de la collecte et du traitement des eaux usées et pluviales relève des communes. La loi NOTRe de 2015 a accru le rôle des EPCI à fiscalité propre en leur transférant cette compétence. Ce transfert devait en principe être effectif au 1er janvier 2020, mais la loi Ferrand-Fesneau du 3 août 2018 a introduit la possibilité d’un report de ce transfert au 1er janvier 2026,.

#### Assainissement des eaux usées
En 2020, la commune de Rouilly gère le service d’assainissement collectif (collecte, transport et dépollution) en régie directe, c’est-à-dire avec ses propres personnels.
L’assainissement non collectif (ANC) désigne les installations individuelles de traitement des eaux domestiques qui ne sont pas desservies par un réseau public de collecte des eaux usées et qui doivent en conséquence traiter elles-mêmes leurs eaux usées avant de les rejeter dans le milieu naturel. La communauté de communes du Provinois assure pour le compte de la commune le service public d'assainissement non collectif (SPANC), qui a pour mission de vérifier la bonne exécution des travaux de réalisation et de réhabilitation, ainsi que le bon fonctionnement et l’entretien des installations,.

#### Eau potable
En 2020, l'alimentation en eau potable est assurée par le syndicat de l'Eau de l'Est seine-et-marnais (S2E77) qui gère le service en régie,,.

## Population et société
L'évolution du nombre d'habitants est connue à travers les recensements de la population effectués dans la commune depuis 1793. Pour les communes de moins de 10 000 habitants, une enquête de recensement portant sur toute la population est réalisée tous les cinq ans, les populations de référence des années intermédiaires étant quant à elles estimées par interpolation ou extrapolation. Pour la commune, le premier recensement exhaustif entrant dans le cadre du nouveau dispositif a été réalisé en 2006.

En 2022, la commune comptait 495 habitants, en évolution de +2,06 % par rapport à 2016 (Seine-et-Marne : +3,92 %, France hors Mayotte : +2,11 %).
| 1793 | 1800 | 1806 | 1821 | 1831 | 1836 | 1841 | 1846 | 1851 |
| ---- | ---- | ---- | ---- | ---- | ---- | ---- | ---- | ---- |
| 129  | 275  | 280  | 215  | 241  | 243  | 250  | 256  | 258  |

| 1856 | 1861 | 1866 | 1872 | 1876 | 1881 | 1886 | 1891 | 1896 |
| ---- | ---- | ---- | ---- | ---- | ---- | ---- | ---- | ---- |
| 285  | 298  | 274  | 270  | 277  | 250  | 279  | 255  | 254  |

| 1901 | 1906 | 1911 | 1921 | 1926 | 1931 | 1936 | 1946 | 1954 |
| ---- | ---- | ---- | ---- | ---- | ---- | ---- | ---- | ---- |
| 271  | 258  | 263  | 203  | 220  | 245  | 222  | 246  | 246  |

| 1962 | 1968 | 1975 | 1982 | 1990 | 1999 | 2006 | 2011 | 2016 |
| ---- | ---- | ---- | ---- | ---- | ---- | ---- | ---- | ---- |
| 233  | 326  | 400  | 393  | 433  | 428  | 467  | 486  | 485  |

| 2021 | 2022 | - | - | - | - | - | - | - |
| ---- | ---- | - | - | - | - | - | - | - |
| 493  | 495  | - | - | - | - | - | - | - |

## Politique et administration
| Période                                  | Période | Identité          | Étiquette | Qualité     |
| ---------------------------------------- | ------- | ----------------- | --------- | ----------- |
| mars 2001                                |         | Pierre Voisembert |           | agriculteur |
| Les données manquantes sont à compléter. |         |                   |           |             |

## Économie
Rouilly est essentiellement une commune agricole dont l'activité première est la production de betteraves sucrières. Située juste à la sortie de Provins, son économie est également liée à celle de cette dernière.

### Revenus de la population et fiscalité
En 2018, le nombre de ménages fiscaux de la commune était de 193, représentant 480 personnes et la  médiane du revenu disponible par unité de consommation  de 22 210 euros.

### Emploi
En 2017 , le nombre total d’emplois dans la zone était de 41, occupant 184 actifs  résidants.
Le taux d'activité de la population (actifs ayant un emploi) âgée de 15 à 64 ans s'élevait à 65,7 % contre un taux de chômage de 7,6 %. 
Les 26,7 % d’inactifs se répartissent de la façon suivante : 9,7 % d’étudiants et stagiaires non rémunérés, 11,2 % de retraités ou préretraités et 5,8 % pour les autres inactifs.

### Secteurs d'activité

#### Entreprises et commerces
En 2019, le nombre d’unités légales et d’établissements (activités marchandes hors agriculture) par secteur d'activité était de 12 dont 1 dans l’industrie manufacturière, industries extractives et autres, 7 dans la construction, 1 dans les activités financières et d'assurance, 2 dans les activités spécialisées, scientifiques et techniques et activités de services administratifs et de soutien et 1 dans l’administration publique, enseignement, santé humaine et action sociale.
En 2020, 6 entreprises ont été créées sur le territoire de la commune, dont 5 individuelles.
Au 1er janvier 2021, la commune ne disposait pas d’hôtel et de terrain de camping.

## Culture locale et patrimoine

### Lieux et monuments
- Église de la Bretonnière.
- Chapelle Saint-Loup, datant du XIXe siècle.
- Lavoir restauré à la localité Rouilly.
- Lavoir abandonné à Rouillot.
- Salle des fêtes à La Bretonnière.

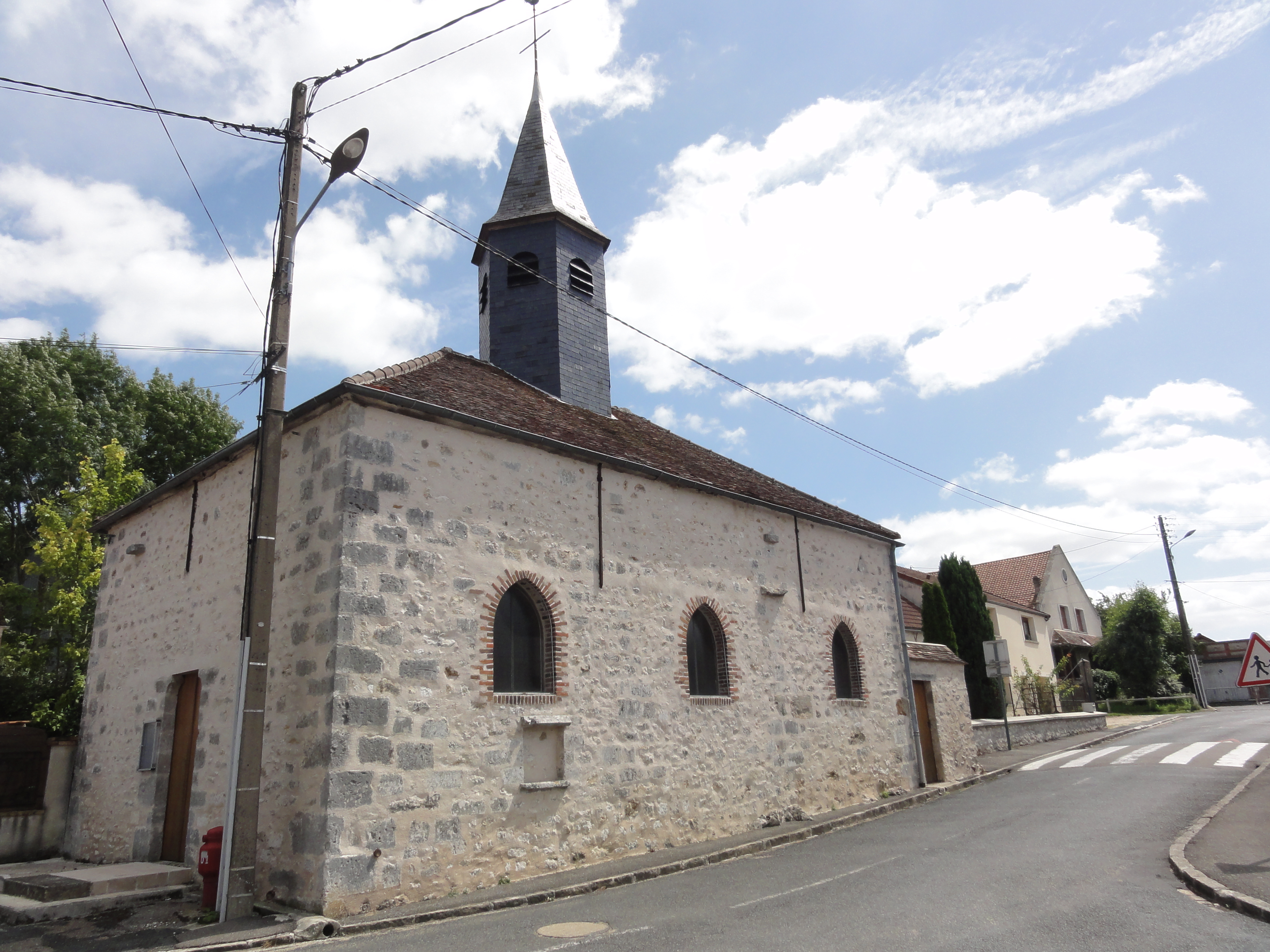
Église à La Bretonnière.
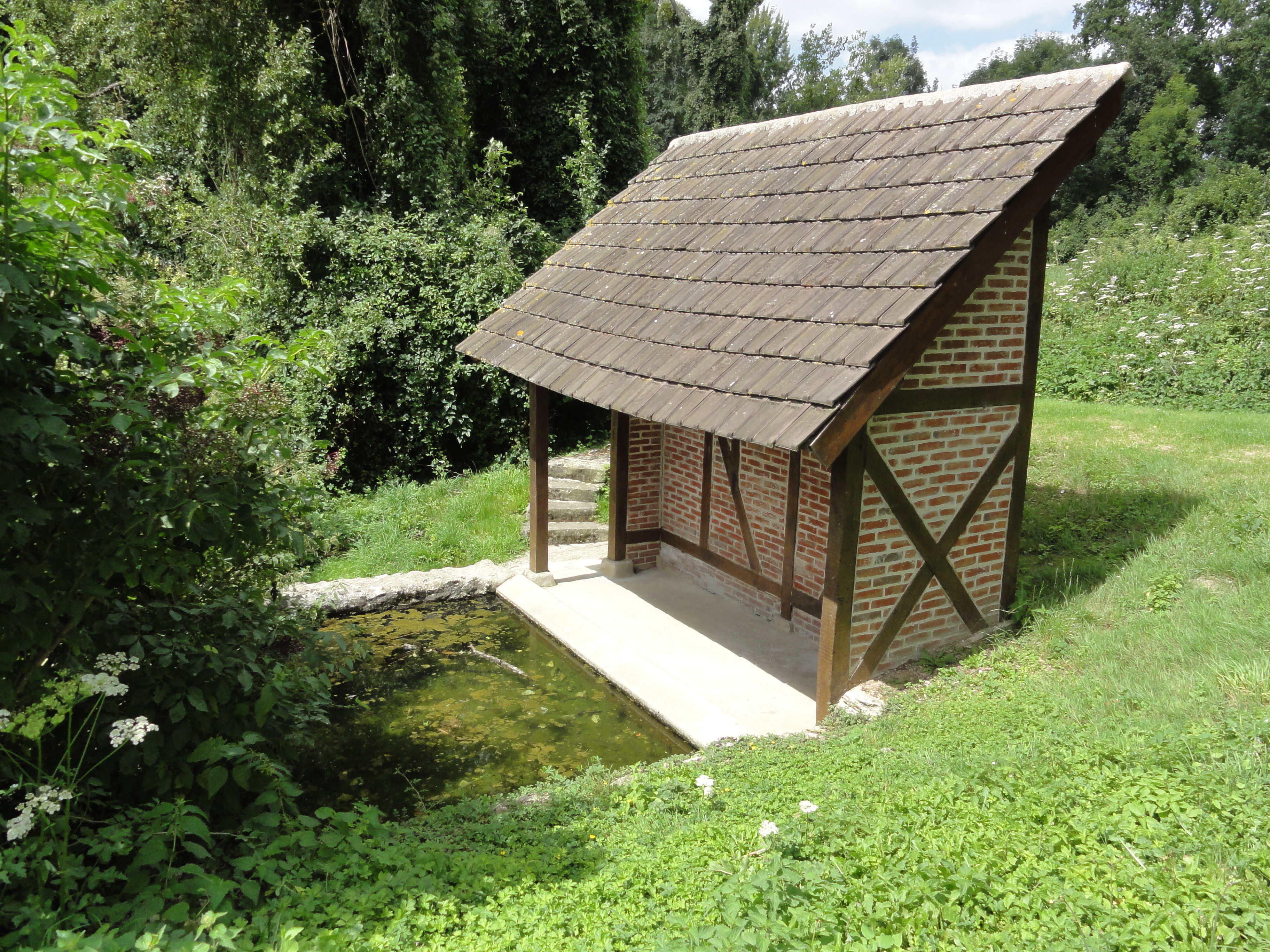
Lavoir à Rouilly (localité).
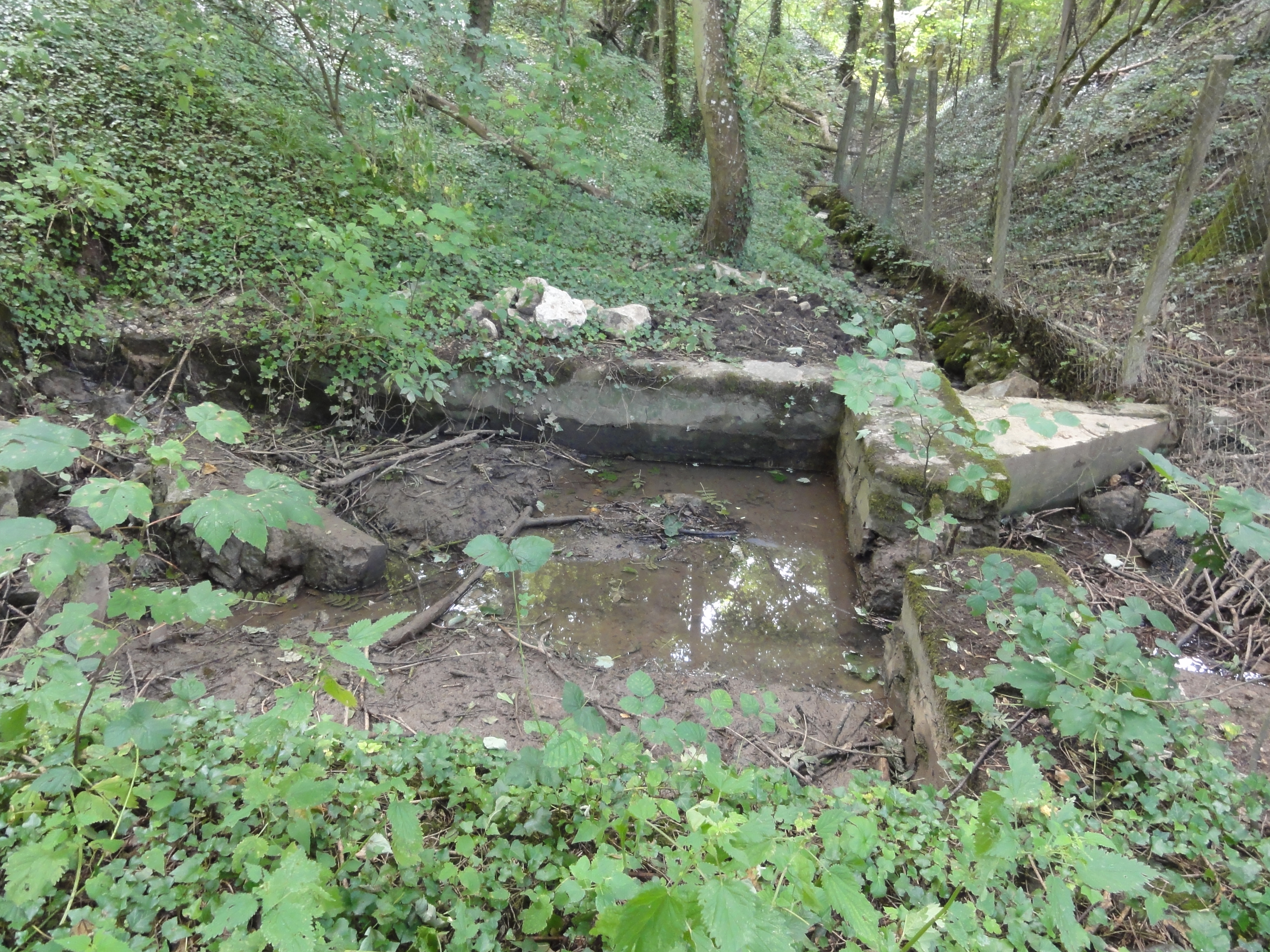
Lavoir à Rouillot.
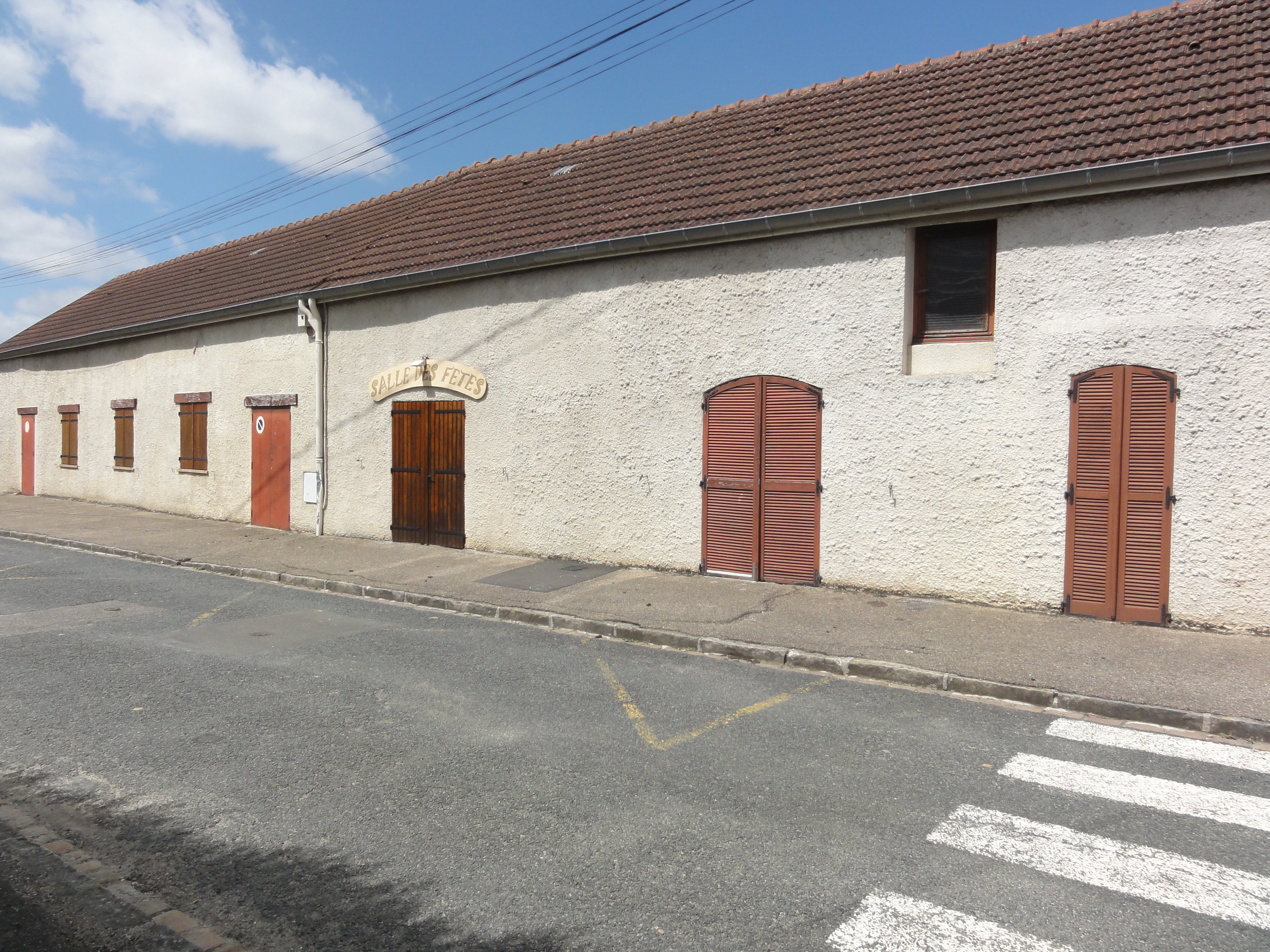
Salle des fêtes à La Bretonnière.

## Personnalités liées à la commune
- Le chanteur Dominique A a vécu les premières années de son enfance à La Bretonnière à Rouilly[53].